# Lennart Grill
 (août 2025).
Pour les articles homonymes, voir Grill et Grill (homonymie).
Lennart Grill, né le 25 janvier 1999 à Idar-Oberstein en Allemagne, est un footballeur allemand qui évolue au poste de gardien de but au VfL Osnabrück, prêté par l'Union Berlin.

## Biographie

### En club
Natif de Idar-Oberstein en Allemagne, Lennart Grill est formé par le FC Kaiserslautern. Il effectue ses premiers pas avec ce club, évoluant notamment en troisième division allemande. Au cours de la deuxième partie de la saison 2018-2019, Sascha Hildmann (en) l'entraîneur de l'équipe première annonce que Grill sera le portier titulaire de l'équipe.
Avec le club de Kaiserslautern, il dispute un total de 47 matchs en troisième division allemande (3. Liga).
Le 8 avril 2020, est annoncé le transfert de Lennart Grill au Bayer Leverkusen, pour un contrat courant jusqu'en juin 2024,. Il rejoint le club lors de l'été 2020.
Le 30 août 2021, Lennart Grill est prêté jusqu'à la fin de l'année 2021 au SK Brann.
Le 16 juin 2022, Lennart Grill est prêté à l'Union Berlin pour une saison. Le club dispose d'une option d'achat sur le joueur.
Le 30 mars 2023 le club lève l'option d'achat et Grill signe définitivement avec l'Union Berlin. Le contrat est effectif à partir du 1er juillet 2023.
Le 10 juillet 2023, Lennart Grill est prêté au VfL Osnabrück pour une saison.

### En sélection
Lennart Grill est retenu dans la liste de l'équipe d'Allemagne des moins de 17 ans pour participer au championnat d'Europe des moins de 17 ans en 2016. Lors de cette compétition organisée en Azerbaïdjan, il officie comme gardien remplaçant. Il ne joue qu'une seule minute de jeu, lors de la demi-finale perdue face à l'Espagne, faisant suite à l'expulsion du gardien titulaire, Jan-Christoph Bartels (en), en toute fin de match.
Le 5 septembre 2019, Lennart Grill joue son premier match avec l'équipe d'Allemagne espoirs, lors d'une rencontre amicale face à la Grèce. Il entre en jeu ce jour-là à la place de Markus Schubert, et l'Allemagne s'impose sur le score de deux buts à zéro.